# Wadi Awsaq
El Wadi Awsaq (en árabe: وادي أوسق‎, romanizado: Wādī Awsāq)  es un valle o río seco, con caudal efímero o intermitente, que fluye casi exclusivamente durante la temporada de lluvias, situado al este de los Emiratos Árabes Unidos, en los emiratos de Fuyaira y Ras al Jaima. 
Es afluente por la derecha del Wadi Tawiyean, a cuya extensa cuenca hidrográfica de 208 km² pertenece, y que limita al norte con las cuencas del Wadi Khabb Shamsi, Wadi Naqab y Wadi Nahela; y al sur y al oeste, con las del Wadi Mu'taridah / Wadi Mutarid y Wadi Basseirah.
El conjunto de toda la cuenca hidrográfica del Wadi Tawiyean, cuya cima más elevada es el Jabal Yibir (1527 m s.n.m.), reúne un número aproximado de 222 arroyos independientes, la mayoría sin nombre conocido, clasificados todos ellos en cinco grados o niveles de acuerdo con la numeración Horton-Strahler.
Entre los principales afluentes del Wadi Awsaq (subafluentes del Wadi Tawiyean), destacan el Wadi Mara (segmento superior del wadi principal), el Wadi Al Mayyah y el Wadi Sadakh.

## Recorrido

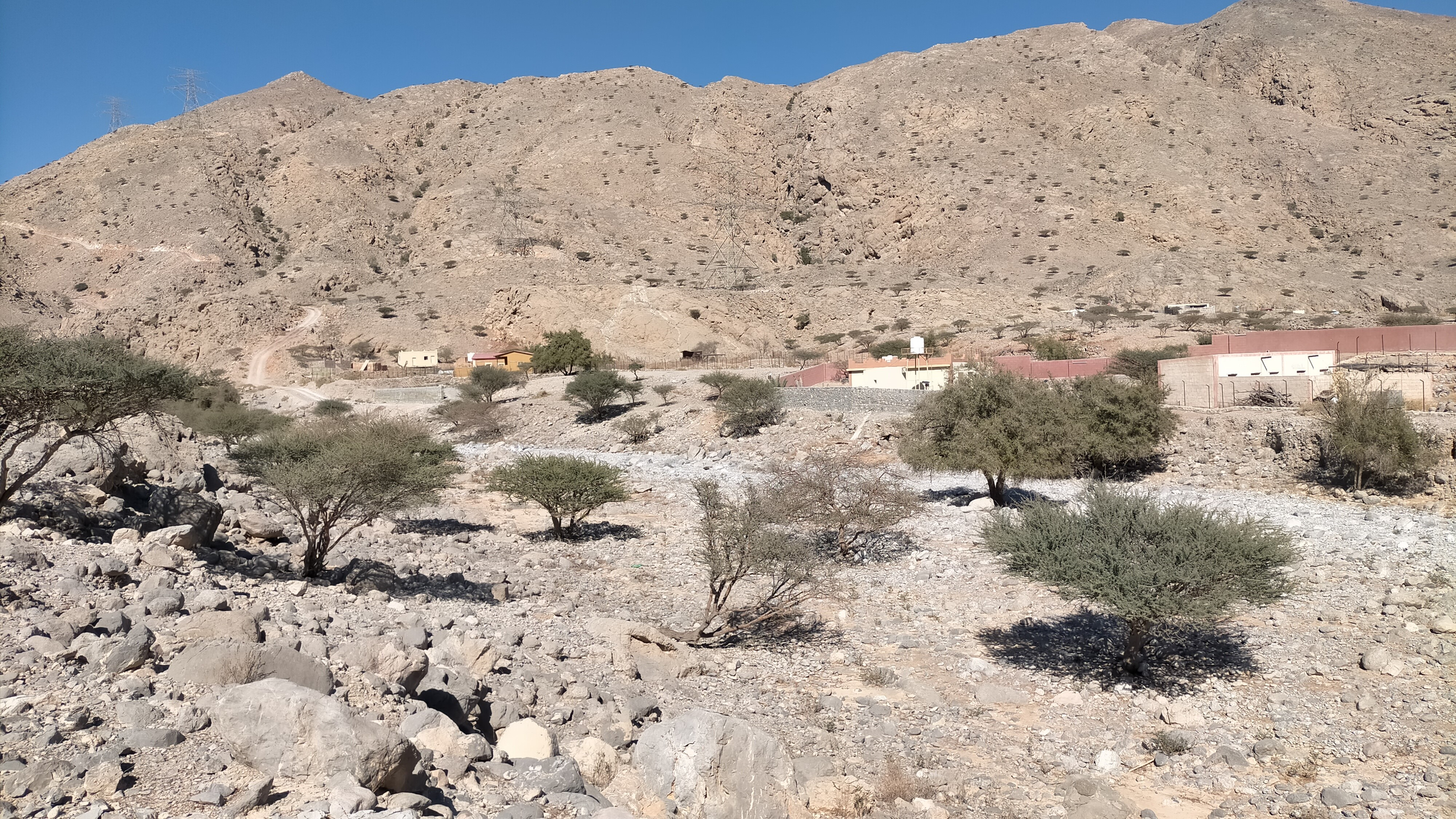
Confluencia del Wadi Al Mayyah en el Wadi Awsaq, junto a la aldea de Mayya / Al-Mayah

La longitud total aproximada del Wadi Awsaq es de 18,8 kilómetros (considerando el segmento superior, también identificado como Wadi Mara (en árabe: وادي مرا‎).
Fluye de norte a sur, y su principal fuente de origen está situada en la vertiente norte del Jabal Yibir, a una altitud aproximada de 1440 m s. n. m..
En su curso superior bordea primeramente por el sur el Jabal Dardur (1.398 m s. n. m.)  y la aldea de Dardur (en árabe: ديرة الدردور‎), que se extiende alrededor de su cima, formando un barranco que desciende hasta la cercana aldea de Al Marah (en árabe: المرح‎).
En Al Marah el wadi gira hacia el sur hasta alcanzar la aldea de Mayya / Al-Mayah (en árabe: قَرْيَة ٱلْمِيَة‎), donde recibe por su izquierda a su afluente el Wadi Al Mayyah (en árabe: وادي الميه‎).
Mayya es actualmente un pequeño pueblo, situado junto a la carretera de acceso a la cima del Jabal Yibir, con escasos habitantes permanentes, ya que la mayoría de sus vecinos se trasladaron en 1973 a un barrio residencial próximo a la ciudad de Tawiyean (en árabe: الطويين‎, romanizado: Aţ Ţawyēn), pero la tradición habla de la existencia en este lugar de un gran estanque natural de 10 metros de profundidad, con tres manantiales que proporcionaban suministro de agua dulce durante todo el año (el nombre del pueblo significa el agua).
A partir de Mayya, el Wadi Awsaq forma una profunda garganta de unos 4 kilómetros de longitud, que dirige su cauce hacia la depresión de Sayh Muruq, junto a la ciudad de Tawiyean, recibiendo las aguas del Wadi Sadakh poco antes de su desembocadura en el Wadi Tawiyean.

## Presas y embalses

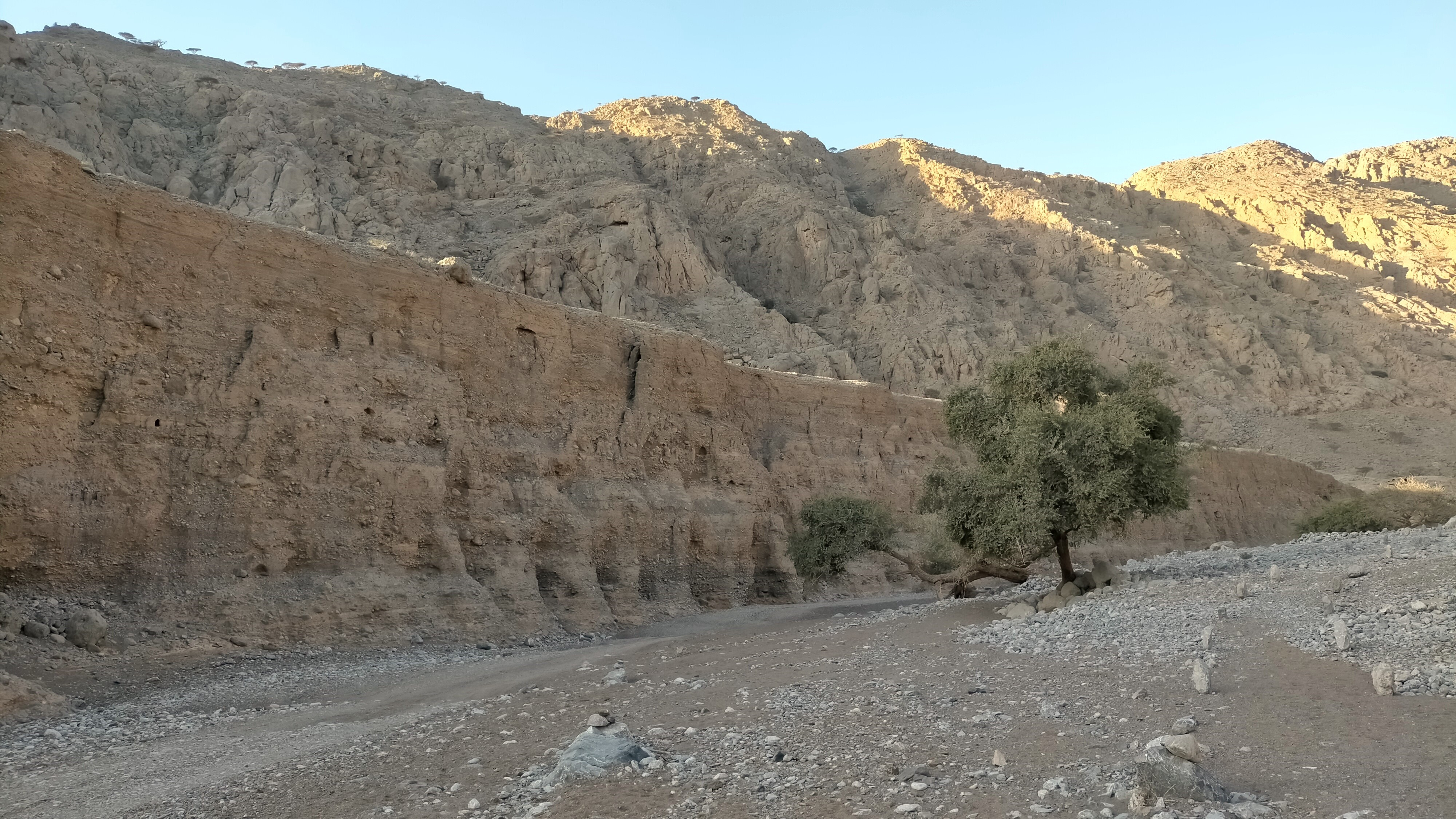
Curso bajo del Wadi Awsaq, afluente del Wadi Tawiyean

Como en otras regiones de los EAU, el área geográfica del Wadi Awsaq se ha visto ocasionalmente afectada por lluvias inusualmente intensas e inundaciones, pero en su cauce todavía no se han construido presas.
No obstante, para prevenir el peligro de inundaciones repentinas y aumentar el potencial de recarga de aguas subterráneas, se construyó en 1992 una gran presa en el cauce del Wadi Tawiyean, aprovechando la confluencia del Wadi Awsaq y otros importantes wadis (Wadi Al-Qaliddi, Wadi Sayraq, Wadi Sadakh, Wadi Khabb) en la depresión de Sayh Muruq.
La presa tiene 23,5 metros de altura, un embalse de 3,75 km² con capacidad de 18,5 millones de metros cúbicos, y fue denominada oficialmente Wadi Tawiyean Dam (coordenadas: 25°33′57″N, 56°2′56″E).

## Toponimia
Nombres alternativos: Wadi Ausaq, Wadi Awsaq, Wadi `Awsaj, Wādī Awsāq, Wādī ‘Awsaj.
El nombre del Wadi Awsaq (con las grafías Wadi Ausaq y Wādī Awsāq), sus afluentes, montañas y poblaciones cercanas, quedaron registrados en la documentación y mapas elaborados entre 1950 y 1960 por el arabista, cartógrafo, militar y diplomático británico Julian F. Walker, durante los trabajos efectuados para el establecimiento de fronteras entre los entonces denominados Estados de la Tregua, completados posteriormente por el Ministerio de Defensa del Reino Unido, en mapas a escala 1:100.000 publicados en 1971.

## Población
El área del Wadi Awsaq estuvo poblada principalmente por la tribu Sharqiyin, secciones o zonas tribales de Hafaitat / Ḩufaitāt y Yammahi / Yamāmaḩah.
En las proximidades del Wadi Awsaq y sus afluentes, existen vestigios arqueológicos que dan testimonio de la presencia humana en este territorio desde tiempos muy remotos.